# Подъёмная кровать

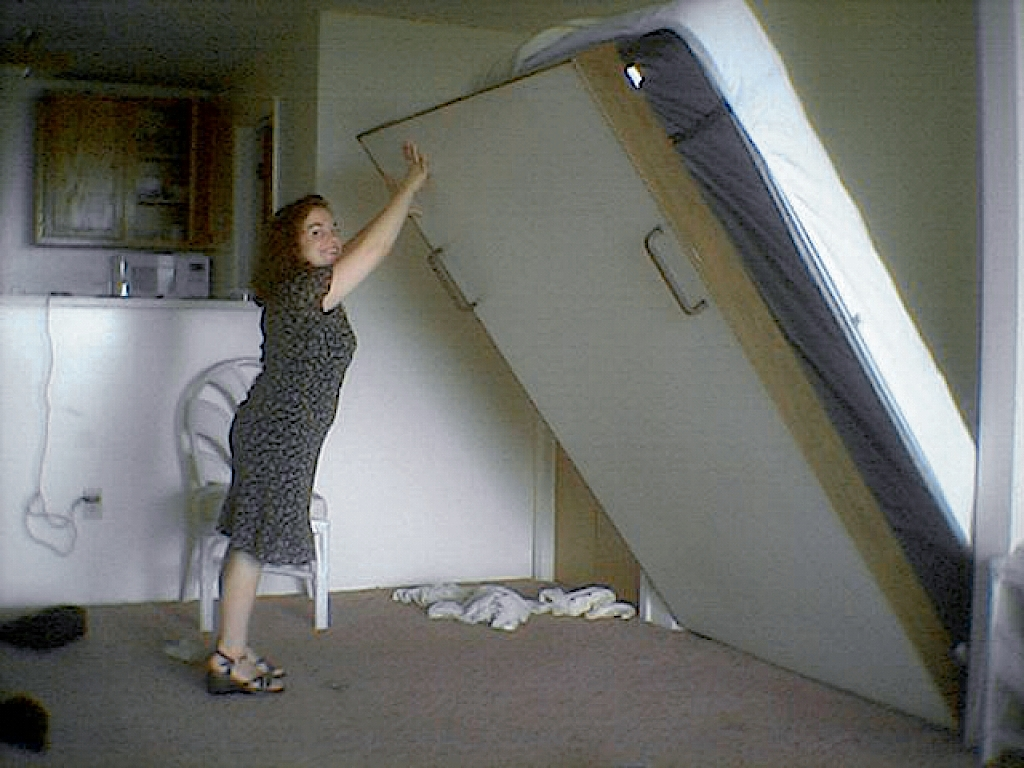
Подъёмная кровать

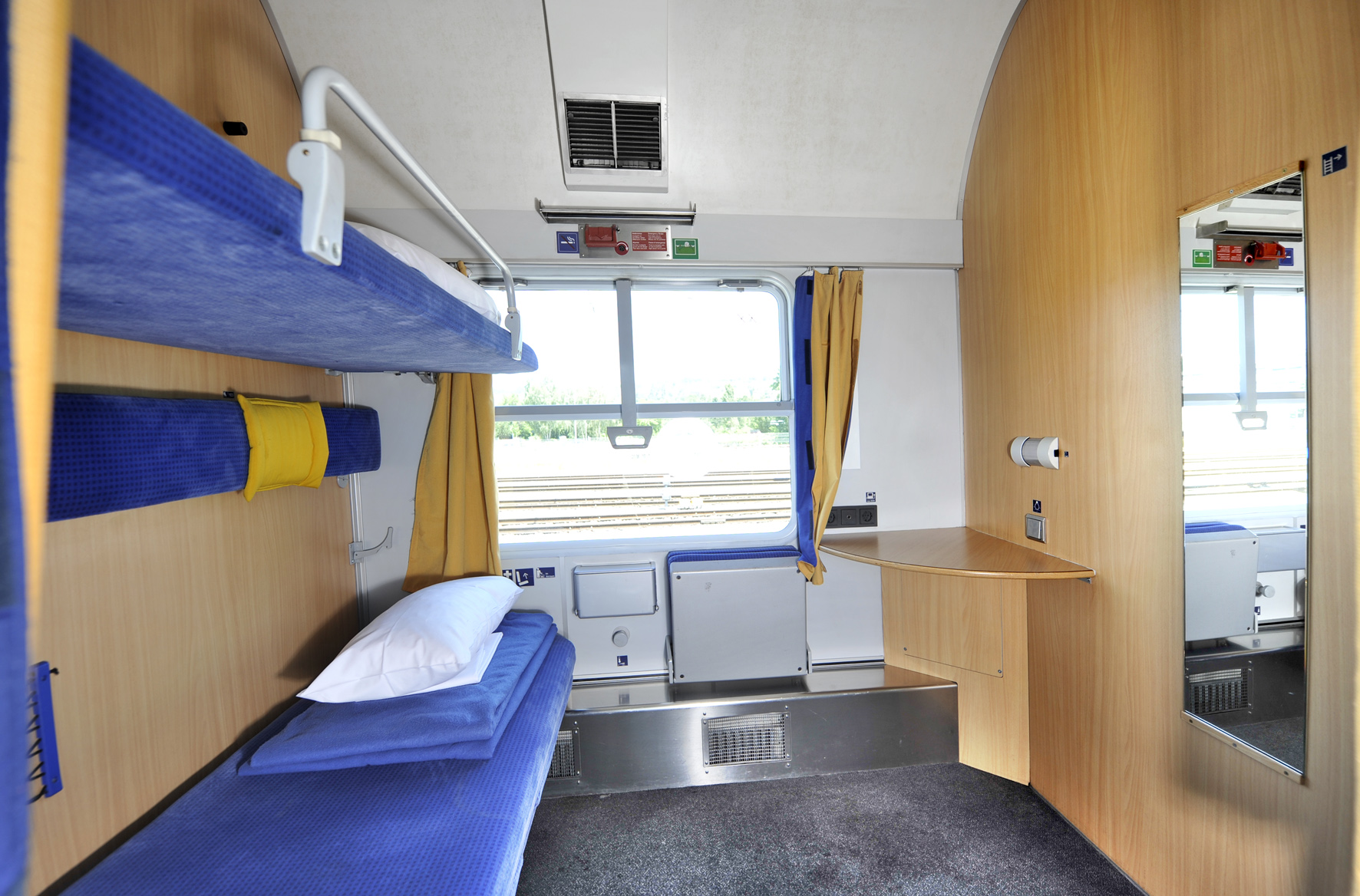
Верхние полки в поезде, представляют из себя подъёмные кровати

Подъёмная кровать — кровать, которую можно повернуть в вертикальное положение, тем самым освободив пространство помещения для других целей. Как правило, подъёмную кровать можно вмонтировать в нишу помещения или в шкаф, зачастую имеет свой оригинальный корпус, куда может убираться. Состоит из откидной части, в которой матрац закреплён на кроватной сетке.
В американской терминологии носит название кровать Мёрфи (по имени первого производителя), или кровать у стены (wallbed).

## История
1 апреля 1916 года Уильям Лоренс Мёрфи (1876—1957) получил патент D49.273 на кровать собственной конструкции, после чего на заводах Murphy Wall Bed Company в Сан-Франциско началось производство кроватей. В январе 1990 года компания изменила своё название на «Murphy Bed Co. Inc.».
В 1989 году Апелляционный суд второго округа США заключил, что термин «Кровать Мёрфи» больше не является товарным знаком компании, потому что значительное большинство населения считают термин как общепринятый для подъёмной кровати, а не обозначение конкретной модели «Murphy Wall Bed Company».

## Варианты
Для выполнения функции подъема в подъемных кроватях используют несколько разновидностей подъемных механизмов. Основные элементы их конструкций основаны на:
- пружинах;
- газовых амортизаторах;
- металлических петлях.

Подъёмные кровати могут иметь горизонтальное исполнение, где ось поворота проходит параллельно спальному месту. Газовые пружины, установленные на кровати, существенно упрощают подъём кровати.